# 中国人民解放军空军招收飞行学员工作局
中国人民解放军空军招收飞行学员工作局，简称空军招飞局，位于北京市海淀区闵航路25号，隶属中国人民解放军空军政治工作部干部局，负责全国空军飞行员的招募工作。

## 简介
该局在建制上隶属于中国人民解放军空军政治工作部干部局领导管理，在业务上受到中央军委政治工作部、中华人民共和国教育部、中华人民共和国财政部及中华人民共和国公安部指导与支持。其在全国下设沈阳、北京、兰州、济南、南京、广州、成都七个选拔中心负责全国相应区域省（直辖市、自治区）的空军飞行员招募工作。
2015年3月22日，中华人民共和国教育部、中华人民共和国公安部和中国人民解放军总政治部印发《空军青少年航空学校建设实施办法》，确定16所学校为空军青少年航空学校承办中学。

## 历任领导
中国人民解放军空军招收飞行学员工作局局长
- 白力牛 空军大校（？—？）[6]
- 隋国胜 空军大校（？—2009年）[7][8]
- 吴谋 空军大校（2009年—？）[9]
- 彭军霞 空军大校（？—2015年）[10]
- 刘润国 空军大校（2015年—，空军政治工作部干部局副局长兼）[11]